# Математическая олимпиада им. Уильяма Лоуэлла Патнема
Математическая олимпиада им. Уильяма Лоуэлла Патнема (англ. William Lowell Putnam Mathematical Competition) — математическая олимпиада для студентов бакалавриата, обучающихся в университетах (колледжах) США и Канады. Вдохновителем олимпиады был Уильям Лоуэлл Патнем, американский юрист и банкир. Проводится Математической ассоциацией Америки ежегодно с 1938 года. Денежными призами награждаются пять лучших университетских команд и двадцать пять студентов, лучших в личном зачете. Существует нерегулярный приз для участниц, чье выступление на олимпиаде признано особенно достойным. Неофициально олимпиада проводится и в других странах.

## История
В 1921 году выпускник Гарвардского университета 1882 года Уильям Лоуэлл Патнем (1861—1923) написал для журнала выпускников Гарварда статью о пользе командных межвузовских состязаний. Он считал, что познания студентов в науке станут глубже, если в обучение добавить соревновательный элемент.
Представляется вероятным, что конкуренция, которая вдохновила молодых людей на то, чтобы предпринять и претерпеть столько усилий ради спортивных побед, может привести к некоторому результату в академических областях.
В 1927 году Элизабет Лоуэлл Патнем, вдова У. Л. Патнема, учредила фонд для поддержки командных соревнований, описанных её мужем. Её брат Эбботт Лоуренс Лоуэлл в тот момент был президентом Гарвардского университета. Благодаря их совместным усилиям были проведены две первые олимпиады Патнема.

Предметом первой олимпиады стал английский язык. Она состоялась в 1928 году. Со студентами Гарвардского университета соревновались студенты Йельского университета. Победила команда Гарварда.
На следующий год Йель отказался от участия. Принстон и Кембридж тоже не проявили интереса к олимпиаде.

В 1933 году Элизабет Патнем и Эбботт Лоуэлл нашли партнера для проведения второй олимпиады, теперь уже по математике. Соперниками студентов Гарварда стали студенты Военной академии США в Вест-Пойнте.

Год проведения второй олимпиады Патнема был последним годом Эбботта Лоуэлла на посту президента Гарварда. В 1935 году умирает Элизабет Лоуэлл Патнем. Её дети привлекают к работе над олимпиадой Джорджа Биркгофа, бывшего президента Математической ассоциации Америки, работавшего в то время на математическом факультете Гарварда. Биркгоф формулирует несколько принципов олимпиады Патнема.
1. Руководство олимпиадой поручается Математической ассоциации Америки.
2. На олимпиаде подводятся командный и личный зачеты. Университет, участвующий в олимпиаде, выставляет команду из трех студентов. Результаты этой тройки определяют достижения университета. Другие студенты университета участвуют только в личном зачете.
3. Призами награждается значительное число команд и участников.

Первая олимпиада по утвержденным правилам прошла в 1938 году. Кроме перерыва в военные годы (1943—1945) олимпиада проводится ежегодно.

## Регламент олимпиады
Олимпиада проводится в первую субботу декабря. По университетам, подавшим заявки, заранее рассылаются задания. Участникам предлагается 12 задач — 6 задач с утра (секция A) и 6 задач после обеда (секция B). Каждая задача максимально может быть оценена в 10 баллов. Таким образом максимальный балл, который может получить студент — 120 баллов. Примечательно, что несмотря на то что в олимпиаде участвуют студенты таких известных вузов как Гарвард, Принстон, MIT и др., в некоторые годы медианный результат участников — 0 баллов.

К олимпиаде допускаются студенты бакалавриата, учащиеся в университетах (колледжах) США и Канады. Студент не может участвовать в олимпиаде больше 4 раз. Каждый участвующий университет должен заранее выбрать представляющих его троих студентов. Нередки случаи, когда выбранные студенты показывали результаты хуже, чем другие студенты того же университета.

В олимпиаде Патнема предусмотрены разные поощрения. В командном зачете денежным призом награждаются математические факультеты пяти лучших университетов и члены победивших команд.
| Место | Приз университету | Приз участникам |
| ----- | ----------------- | --------------- |
| I     | 25000$            | 1000$           |
| II    | 20000$            | 800$            |
| III   | 15000$            | 600$            |
| IV    | 10000$            | 400$            |
| V     | 5000$             | 200$            |

Пятерым победителям в личном зачете присваивается звание Putnam Fellows. Одному из них назначается стипендия до 12000$ и оплачивается обучение в Гарварде. Все пятеро и следующие двадцать студентов награждаются денежными призами. Существует нерегулярный приз имени Элизабет Лоуэлл Патнем для участницы, чье выступление на олимпиаде было признано особенно достойным. Приз составляет 1000$.
| Достижение                 | Приз   |
| -------------------------- | ------ |
| Putnam Fellows             | 2,500$ |
| Следующие 10 человек       | 1000$  |
| Следующие 10 человек       | 250$   |
| Приз имени Элизабет Патнем | 1000$  |

## Олимпиада Патнема в других странах
Официально олимпиада Патнема проводится только среди университетов США и Канады. Студенты и университеты из этих стран получают денежные призы и попадают в официальный рейтинг. В других странах олимпиада проводится неофициально.

В 2008 году КНУ им. Тараса Шевченко стал переводить задания олимпиады на украинский язык.

В 2009 году университет ИТМО стал переводить задания на русский язык.

В 2014 году зеркало олимпиады проводилось в Украине, России, Армении, Беларуси, Грузии, Туркменистане, Болгарии, Польше и Чехии.